# Umuarama
Umuarama, amtlich Município de Umuarama, ist eine Großstadt im brasilianischen Bundesstaat Paraná. Die Munizipalstadt liegt 580 km von der Hauptstadt Curitiba und 115 km von der Grenze zu Paraguay im Westen Paranás entfernt. Sie bildet das Zentrum der 2012 gegründeten gleichnamigen Metropolregion Umuarama aus insgesamt 24 Munizipien, diese umfassen etwa 410.000 Einwohner Paranás.
Die Gemeinde hatte nach der Volkszählung 2010 100.676 Einwohner, die Umuaramenser genannt werden. Zum 1. Juli 2019 wurde die Einwohnerzahl vom IBGE auf 111.557 Einwohner geschätzt. Die Fläche beträgt 1234,537 km² (Stand 2018); die Bevölkerungsdichte lag 2010 bei rund 81,7 Personen pro km². Sie steht an 18. Stelle der Städte Paranás.

## Toponymie
Umuarama ist ein 1927 durch den Romanisten Francisco da Silveira Bueno geprägter Neologismus aus Elementen der Tupí-Guaraní-Sprachen, von denen er meinte, sie würden „sonniger Ort, um Freunde zu treffen“ bedeuten. Die Tupí-Wortelemente sind embu: Platz; ara: Tag, Licht; ama: Suffix für Treffen, Versammlung. Der Ort erhielt den Städtespitznamen Hauptstadt der Freundschaft (Capital da Amizade).

## Geschichte
Das Territorium des heutigen Umuarama war traditionelles Siedlungsgebiet der Indigenen vom Stamm der Xetá (Schreibungen auch Hetá, Chetá, Setá). Ursprünglich geschätzt auf 300 bis 400 Indios, galten sie in den 1950er Jahren bedingt durch die Kolonisierungspolitik und Genozid in Paraná bereits als ausgestorben, 1998/99 fanden sich noch acht Mitglieder des Stammes und waren 2014 wieder auf 69 Indios angewachsen, die in dem rund 3000 Hektar großen Indianerreservat Terra Indígena Herarekã Xetá, nördlich des Umuarama-Distrikts Serra dos Dourados leben.
1949 hatte der Serviço de Proteção ao Índio (SPI; dt. Dienst zum Schutz der Indios; heute die Fundação Nacional do Índio) eine Expedition in das Xetá-Gebiet gestartet und im Gebiet des heutigen Umuarama eine Versorgungsstation errichtet. Die Mata Atlântica auf dem Plateau von Guarapuava, dem Terceiro planalto paranaense, wurde als fruchtbar und für den Kaffeeanbau geeignet angesehen. Die profitorientierte Kolonisationsgesellschaft Companhia Melhoramentos Norte do Paraná erwarb 1955 vom Bundesstaat zu günstigen Preisen rund 40.000 Hektar unkultiviertes Land und parzellierte es für die Kolonisierung. Im Gegenzug versprach die Gesellschaft die Schaffung von Infrastrukturen wie Bau von Rathäusern, Schulen, Postämtern, Bus- und Bahnstationen. In Paraná gründete sie so 63 Städte.
Am 24. April 1955 wurde das Gebiet als Distrito de Umuarama dem Munizip Cruzeiro de Oeste unterstellt. Die kommunale Selbständigkeit erhielt die Stadt am 25. Juli 1960 durch das Gesetz Nr. 4.245 und wurde aus Cruzeiro de Oeste ausgegliedert. In Kraft trat die Selbstverwaltung am 15. November 1961. Während des Kaffeebooms hatte Umuarama an die 150.000 Bewohner, nach Ende des Booms schrumpfte die Bevölkerungszahl erheblich, um sich in den 1990er Jahren noch einmal um 10 % zu verringern, seit etwa 2005 wächst sie wieder. Die Abholzung der Wälder führte teilweise zu einer Erosion der Böden. Der Dienstleistungssektor, gefolgt von Industrie und Landwirtschaft bilden die hauptsächlichen Wirtschaftszweige, wobei der Dienstleistungssektor den größten Anteil am städtischen Sozialprodukt hat.

## Stadtverwaltung
Stadtpräfekt (Exekutive) ist nach der Kommunalwahl in Brasilien 2016 für die Amtszeit 2017 bis 2020 Celso Luiz Pozzobom des Partido Social Cristão (PSC).
Die Legislative liegt bei der Câmara Municipal, der Stadtverordnetenkammer, die aus 10 Abgeordneten besteht. Das Gemeindegebiet ist seit 2001 in fünf Distrikte geteilt: Umuarama, Lovat, Roberto Silveira, Santa Elisa und Serra dos Dourados.
Mit 19 weiteren Gemeinden bildete sie von 1989 bis 2017 die statistisch-geografische Mikroregion des IBGE Umuarama, diese ist eine von drei Mikroregionen der Mesoregion Noroeste Paranaense.

## Geografie
Die Stadt liegt auf dem Plateau von Guarapuava. Umliegende Städte sind: Cruzeiro do Oeste, Maria Helena, Mariluz, Perobal, Xambrê, Alto Paraíso, Cafezal do Sul, Ivaté, Douradina und Icaraíma.
Umuarama liegt im Schnittpunkt der Einzugsbereiche der hydrografischen Becken des Rio Ivaí (nördlich), Rio Piquiri (südlich) und des Rio Paraná (westlich). Nördlich des Stadtgebiets in der Nähe des Distrikts Serra dos Dourados entspringt der 75 km lange Córrego 215, der zum Rio Ivaí fließt.

## Klima
|                       | Jan | Feb | Mär | Apr | Mai | Jun | Jul | Aug | Sep | Okt | Nov | Dez |   |      |
| Mittl. Tagesmax. (°C) | 31  | 30  | 30  | 28  | 25  | 24  | 24  | 26  | 26  | 28  | 30  | 30  | ⌀ | 27,7 |
| Mittl. Tagesmin. (°C) | 21  | 21  | 21  | 18  | 15  | 14  | 14  | 15  | 16  | 18  | 19  | 20  | ⌀ | 17,7 |
|                       |     |     |     |     |     |     |     |     |     |     |     |     |   |      |
| Niederschlag (mm)     | 180 | 148 | 118 | 128 | 145 | 107 | 69  | 71  | 138 | 172 | 165 | 178 | Σ | 1619 |

| 21 |

| 21 |

| 21 |

| 18 |

| 15 |

| 14 |

| 14 |

| 15 |

| 16 |

| 18 |

| 19 |

| 20 |

| 21 |

| 21 |

| 21 |

| 18 |

| 15 |

| 14 |

| 14 |

| 15 |

| 16 |

| 18 |

| 19 |

| 20 |

| N i e d e r s c h l a g | 180 | 148 | 118 | 128 | 145 | 107 | 69  | 71  | 138 | 172 | 165 | 178 |
|                         | Jan | Feb | Mär | Apr | Mai | Jun | Jul | Aug | Sep | Okt | Nov | Dez |

## Infrastrukturen

### Verkehr
Hauptverbindungswege sind die Landesstraßen PR-180 (führt über Goioerê nach Mariluz), die PR-323 (verbindet mit Guaíra, Cruzeiro do Oeste, Cianorte, Maringá und Iporã), die PR-482 (führt nach Maria Helena), die PR-487 (führt über Serra dos Dourados weiter in den Bundesstaat Mato Grosso do Sul), sowie die PR-489 (verbindet mit Xambrê).
Fluganbindung erfolgt durch den Flughafen Umuarama, Bezeichnung auch Aeroporto de Umuarama - Orlando de Carvalho oder Orlando de Carvalho Airport, mit einer 1400 Meter langen Asphaltbahn. Er wird von der Stadt unter Aufsicht der bundesstaatlichen Aeroportos do Paraná (SEIL) betrieben und hat die Codes IATA: UMU und ICAO: SSUM.

### Kultur und Bildung
Umuarama verfügt über 33 Vorschulen mit 2410 Schülern, 52 Grundschulen mit 11.884 Schülern, sowie 21 Mittelschulen mit 4639 Schülern (Stand: 2015).
Höhere und weiterführende Bildung erfolgt an dem Campus der Universidade Estadual de Maringá (UEM), dem Umuarama Campus der Universidade Paranaense (UNIPAR), der Faculdade Alfa de Umuarama (FAU), der Faculdade Global de Umuarama (FGU) und dem Campus Umuarama des Instituto Federal de Educação, Ciência e Tecnologia do Paraná (IFPR). Technisch- und berufsorientierte Kurse finden auch im Centro de Educação Profissional (IPED) und dem Serviço Nacional de Aprendizagem Industrial (SENAI) statt.
Die 1990 gegründete Fundação Cultural de Umuarama (Centro Cultural Schubert) ist ein Mehrzweck-Kulturzentrum, das zugehörige Amphitheater bietet Platz für 636 Besucher. Die Stadtbücherei Biblioteca Pública Municipal wurde 1971 errichtet und hat etwa 20.000 Bücher. 2010 fand die erste Ausgabe des Musikfestivals Festival de Música da Capital da Amizade (FEMUCAM) statt.

## Sehenswürdigkeiten

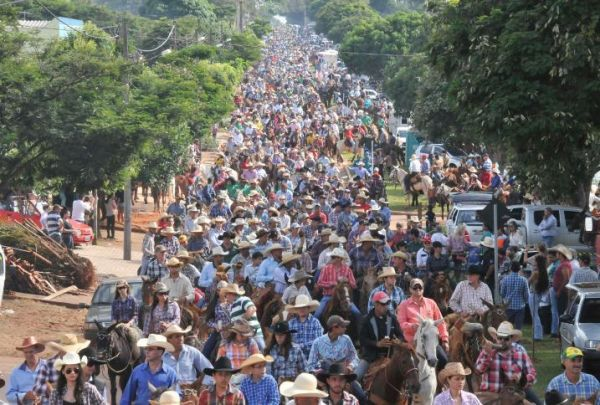
Reiterumzug im Umuarama-Distrikt Serra dos Dourados.

Der Tourismus ist eine Wachstumsbranche für Umuarama.
- Expo Umuarama, eine Landwirtschaftsausstellung;
- Lago do Aratimbó, Binnensee;
- Lago Tucuruvi, Binnensee;
- Bosque Uirapuru, Stadtpark;
- Bosque dos Xetás, Stadtpark im Zentrum mit einem Indio-Denkmal;
- die Replik eines Eiffel-Turms verkleinert auf 33 Meter;
- ein Denkmal in Erinnerung an die Immigration von Japanern.

Im Distrikt Serra dos Dourados findet ein jährlicher Reiterumzug statt, dieser Distrikt ist kulinarisch auch berühmt für seine bolhinos de carne, eine Art panierter Fleischbällchen.

## Sport
Umuarama ist Heimat des 2003 gegründeten Fußballvereins Associação de Futsal de Umuarama, kurz AFSU oder Umuarama Futsal.

## Söhne und Töchter
- Bambico, das ist Domingos Miguel dos Santos, (1944–1982), Sänger, Komponist und Geiger
- Zeca Dirceu (* 1978), Politiker
- Caroline Correa (* 1979), Model und Schauspielerin
- Damares (* 1980), Gospelsängerin
- Leonardo Litwinczuk Alves (* 1984), Volleyballspieler
- Jéssica Andrade (* 1991), Kampfsportlerin der Mixed Martial Arts
- Rafael Rodrigues de Araújo (* 1991), Volleyballspieler
- Haniel Langaro (* 1995), Handballspieler
- Raissa Santana (* 1995, Itaberaba), Schönheitskönigin, Miss Umuarama und Miss Brazil 2016
- Henrique Trevisan (* 1997), Fußballspieler